# 根斯維斯格拉本河
49°00′57″N 10°40′37″E / 49.01589°N 10.67696°E
根斯維斯格拉本河（德語：Gänswiesgraben）是德國的河流，位於該國東南部，由巴伐利亞負責管轄，屬於杜爾靈格拉本河的左支流，河道全長1公里，流經魏森堡-貢岑豪森縣。